# Absorptiecoëfficiënt
De absorptiecoëfficiënt is een maat voor de hoeveelheid geluid die door het oppervlak van een object niet wordt teruggekaatst als aandeel van de totale hoeveelheid geluid waaraan dat oppervlak is blootgesteld. De waarde ligt tussen 0 (als al het geluid wordt gereflecteerd) en 1 (als al het geluid wordt geabsorbeerd). In de praktijk worden die uitersten niet bereikt: geluid wordt altijd gedeeltelijk teruggekaatst als het tijdens zijn verspreiding door de lucht een oppervlak van een vast object treft.

## Hardheid
Harde materialen zoals glas, staal en beton hebben in het algemeen een lage absorptiecoëfficiënt (dus ze kaatsen veel geluid terug) en zachte materialen zoals wol, dons en rubber een hoge (ze kaatsen minder geluid terug). Anders gezegd: hoe minder een materiaal meeveert als het door de geluidsdruk die de lucht uitoefent wordt getroffen, hoe meer geluid het terugkaatst.

## Porositeit
Het is echter ook voor een groot deel afhankelijk van de mate waarin het materiaal poreus is. Constructiebeton is harder en ruim twee keer zo zwaar als water, maar het bevat poriën: kleine open ruimten tussen het zand, grind, staal en cement waaruit het is samengesteld, terwijl een wateroppervlak volledig gesloten is. Het wateroppervlak van een overdekt zwembad absorbeert dan ook minder geluid dan het betonnen dak erboven. Oomdat het erg lawaaierig wordt in een zwembad als het geluid voortdurend heen en weer kaatst tussen bad en dak, is het plafond meestal gemaakt van een materiaal dat veel meer geluid absorbeert.
Vensterglas heeft ook geen poriën, maar minerale wol (glas- of steenwol) bestaat grotendeels uit poriën, die bovendien door het hele materiaal heen met elkaar in verbinding staan en zo een labyrint van heel kleine open ruimten vormen waarin het geluid steeds verder "afsterft"; minerale wol is daarom een prima materiaal om geluid te absorberen. Een vierkante meter vensterglas in het raam heeft maar één vierkante meter om het geluid dat in de kamer wordt geproduceerd te absorberen, een vierkante meter glaswolplaat die als plafondtegel is toegepast heeft eigenlijk vele vierkante meters oppervlak (de oppervlakten van de poriën in het materiaal) om geluid te absorberen.

## Oppervlaktemaat
De som van de producten van de oppervlakten van alle objecten (wanden, vloer, plafond, meubilair) en de absorptiecoëfficiënten van de materialen waarvan ze zijn gemaakt is een oppervlaktemaat (want de absorptiecoëfficiënt heeft geen natuurkundige eenheid). Die oppervlakte wordt in de wetenschap van de akoestiek "het aantal vierkante meters open raam" genoemd.
Een kamer waarin de totale geluidsabsorptie 20 m² open raam is, heeft een akoestiek vergelijkbaar met een kamer waarin alle objecten het geluid voor 100% terugkaatsen, maar waarin 20 m² aan ramen open staat (het moeten dan ramen in een open veld zijn, want bij ramen die uitzien op een smal steegje komt een deel van het geluid dat naar buiten gaat weer terug door weerkaatsing op de gevel er tegenover.